# Dörpstedt
Dörpstedt (tiếng Đan Mạch: Dørpsted) là một đô thị thuộc huyện Schleswig-Flensburg, bang Schleswig-Holstein, Đức.